# Oxana Kalemi
Oxana Kalemi (* 1976) ist eine ukrainische Autorin. In ihrer autobiografischen Erzählung Mummy, Come Home beschreibt sie ihr Leben als Opfer von Menschenhändlern, die sie zur Prostitution zwangen.

## Leben
Oxana Kalemi wurde auf der Krim in der Ukraine geboren und heiratete 1992 im Alter von 16 Jahren ihren Freund Sergej. Mit 20 Jahren war sie Mutter von drei Kindern, doch ihr Leben war geprägt von Gewalt und Armut. Sergej wurde kriminell, nahm Drogen und misshandelte sie. Als er ins Gefängnis kam, musste Oxana allein für sich und ihre Kinder sorgen, was ihre finanzielle Lage weiter verschlechterte. Mit 25 Jahren erfuhr sie, dass ihre Freundin Jula, die ebenfalls aus ärmlichen Verhältnissen stammte, in Istanbul gut verdient hatte. Ohne genaue Informationen über die Arbeit, entschloss sich Oxana, ebenfalls dorthin zu reisen, in der Hoffnung ihre Situation zu verbessern. Während ihrer Abwesenheit kümmerten sich ihre Verwandten um ihre Kinder.

### Die Entführung – verraten und verkauft
Als Oxana in Istanbul ankam, um in einer Fabrik zu arbeiten und schnell Geld zu verdienen, musste sie feststellen, dass diese Fabrik nicht existierte. Ohne Sprachkenntnisse oder finanzielle Mittel, um einen Rückflug zu buchen, geriet sie in eine schwierige Lage. Durch Zufall traf sie eine russische Frau, die ihr Unterkunft und Arbeit anbot. Dort lernte sie Marianna kennen, die ihr vorschlug, gemeinsam nach Bosnien zu reisen, um in einem Nachtclub zu arbeiten. Auf halbem Weg musste Oxana die Reise allein fortsetzen, da Marianna Probleme mit ihrem Pass hatte.
Ein Freund von Marianna holte Oxana am Bahnhof ab. Sie erwachte in einem Zimmer, dessen Fenster mit einem Gitter verschlossen waren. Eine Frau erklärte ihr auf Russisch, dass sie verkauft worden sei und jetzt ihr gehöre. Oxana wurde für 700 Euro an Menschenhändler verkauft und sollte weiterverkauft werden. Es wurde ihr gedroht, dass ihren Kindern etwas angetan werde, falls sie versuchen sollte zu fliehen. Oxana wurde klar, dass Bosnien nie ihr Reiseziel war, sondern Marianna sie verraten und verkauft hatte.
Oxana wurde mit zusammen mit anderen Mädchen zum Verkauf angeboten und von den Männern wie Ware behandelt. Schließlich wurde sie von einem jungen Zuhälter gekauft und nach Italien gebracht, wo sie zur Prostitution gezwungen wurde. Er erklärte ihr, dass sie ihm 11.000 Dollar sowie Reisekosten schulde, die sie abarbeiten müsse, um freizukommen. Zweimal dachte sie an Suizid, entschied sich aber dagegen wegen ihrer Kinder. Ihre Familie wusste nichts von ihrer Gefangenschaft, da Oxana sie regelmäßig anrufen musste und vorgab, sie müsse noch eine Weile bleiben, bis sie genug Geld verdient habe. Schließlich wurde sie nach Großbritannien gebracht, wo Straßenprostitution illegal ist. Ihr Zuhälter brachte sie stattdessen in einen sogenannten „Massagesalon“ und behandelte sie wie ein Objekt. Schon bald erkannte sie, dass sie sich nie freikaufen könne, da das Geld gerade für ihre Nahrungsmittel reichte. Sie verlor die Hoffnung, hörte auf nachts zu weinen und begann stattdessen zu trinken. Im „Massagesalon“ traf sie auf eine Frau namens Nass, die freiwillig dort arbeitete. Oxana vertraute sich ihr an und mit Nass Hilfe konnte sie fliehen. Sie meldete sich bei der Polizei und stellte einen Asylantrag im Vereinigten Königreich. Dort erhielt sie Schutz und psychologische Betreuung. Zu Beginn fiel es ihr schwer, Hilfe anzunehmen und anderen zu vertrauen.

### Leben nach der Flucht
Seitdem lebt Oxana in Nordengland und arbeitet als Reinigungskraft und Köchin. Ihren Wunsch, ihre Kinder zu sich zu holen, konnte sie bis heute nicht erfüllen, da ein ukrainisches Gericht ihr das Sorgerecht aufgrund ihrer langen Abwesenheit entzogen hat. Ihre zwei Söhne leben in der Ukraine, ihre Tochter in den USA. Nass und Oxana sind weiterhin befreundet.

## Werk
2009 veröffentlichte Oxana Kalemi ihre Autobiografie unter dem Titel Mummy, Come Home. In diesem Werk schildert sie ausführlich ihr Leben, die Umstände ihrer Entführung sowie ihre Flucht aus der Zwangsprostitution. Noch im selben Jahr erschien die deutsche Übersetzung unter dem Titel Sie haben mich verkauft. Das Buch bietet einen tiefen Einblick in ihre Erlebnisse und die Erfahrungen, die sie während ihrer Gefangenschaft und ihrer Befreiung durchlief.